# Ракита (река)
Вижте пояснителната страница за други значения на Ракита.
Ракита или Вратничката река (на македонска литературна норма: Ракита, Вратничка Река) е река в северозападната част на Северна Македония, ляв приток на Вардар.
Формира се от Ливадичката и Люботрънската река. Ливадичката река се формира от изворите на областта Ливадица на Шар, а Люботрънската река започва своя път от многобройните извори в южната страна на връх Люботрън (Люботен). Двете по-малки реки се събират в местността Средорек и формират Ракита.
Течението на реката минава край селата Вратница (по което носи алтернативното си име Вратничка река) и Ораше (Горно и Долно) и реката се влива във Вардар, веднага преди влизането му в Дервента.